# Domagoj Vidović
Domagoj Vidović (Metković, 20. studenoga 1979.), hrvatski jezikoslovac, onomastičar.

## Životopis
Rođen je u Metkoviću gdje je pohađao osnovnu školu i gimnaziju. Dio osnovnoškolskog obrazovanja završio je u Pučišću, na otoku Braču. Diplomu profesora hrvatskoga jezika i književnosti stekao je obranom rada Nacrt za vidonjsku antroponimiju i toponimiju na Filozofskom fakultetu u Zagrebu. Iste godine zapošljava se u Institutu za hrvatski jezik i jezikoslovlje i upisuje poslijediplomski studij lingvistike. Doktorsku disertaciju Antroponimija i toponimija Zažablja završava u travnju 2011. pod mentorstvom Dunje Brozović Rončević.
Do sada je objavio tri autorske knjige te znatan broj znanstvenih radova. Trenutačno je voditelj podružnice IHJJ-a u Metkoviću. Od 2014. glavni je urednik Hrvatskoga neretvanskog zbornika, te povremeni član uredništva Humskoga zbornika. Bavi se i prevođenjem s esperanta. Predmet njegova djelovanja je onomastika rubnih hrvatskih prostora i akcentologija.
Za suautorstvo u Školskom rječniku hrvatskog jezika dobio je Nagradu Grada Zagreba 2013. Dobitnik je Godišnje državne nagrade za popularizaciju i promidžbu znanosti u području humanističkih znanosti Hrvatskoga sabora za 2014. Dobitnik je Nagrade „Narona” Grada Metkovića u području znanosti za 2016.
Bio je jezični savjetnik, kolumnist i novinar Hrvatskoga slova (2012. – 2022.), za koje je u trinaest godina napisao 400 napisa, ponajviše osvrta u kolumni „Jezik naš hrvatski”.

## Djela
- Školski rječnik hrvatskoga jezika, Zagreb: Institut za hrvatski jezik i jezikoslovlje, Školska knjiga (u suradnji s Mateom Birtić, Gorankom Blagus Bartolec, Lanom Hudeček, Ljiljanom Jojić, Barbarom Kovačević, Kristianom Lewisom, Ivanom Matas Ivanković, Milicom Mihaljević, Irenom Miloš i Erminom Ramadanović), 2012.
- Metkovski prezimenski mozaik, Metković: Gradsko kulturno središte, 2014.
- Zažapska onomastika, Biblioteka Prinosi hrvatskomu jezikoslovlju, 17, Zagreb: Institut za hrvatski jezik i jezikoslovlje, 2014.
- O rodu jezikom i pokoja fraška, Metković, 2016.
- Neispričana priča: Turistička monografija Općine Ravno, Ravno: Općina Ravno, 2018. (u suradnji sa Stanislavom Vukorepom i Vesnom Slobođan)
- Rječnik suvremenih hrvatskih osobnih imena, 2018. Zagreb: Institut za hrvatski jezik i jezikoslovlje (i suradnji s Ankicom Čilaš Šimpragom i Dubravkom Ivšić Majić).

## Vanjske poveznice
- Znanstvena bibliografija Domagoja Vidovića
- Znanstveni radovi Domagoja Vidovića